# Иригън (град, Орегон)
Иригън (на английски: Irrigon) е град в окръг Мороу, щата Орегон, САЩ. Иригън е с население от 1702 жители (2000) и обща площ от 3,6 km². Намира се на 90,5 m надморска височина. ЗИП кодът му е 97844, а телефонният му код е 541.